# Phil Jackson

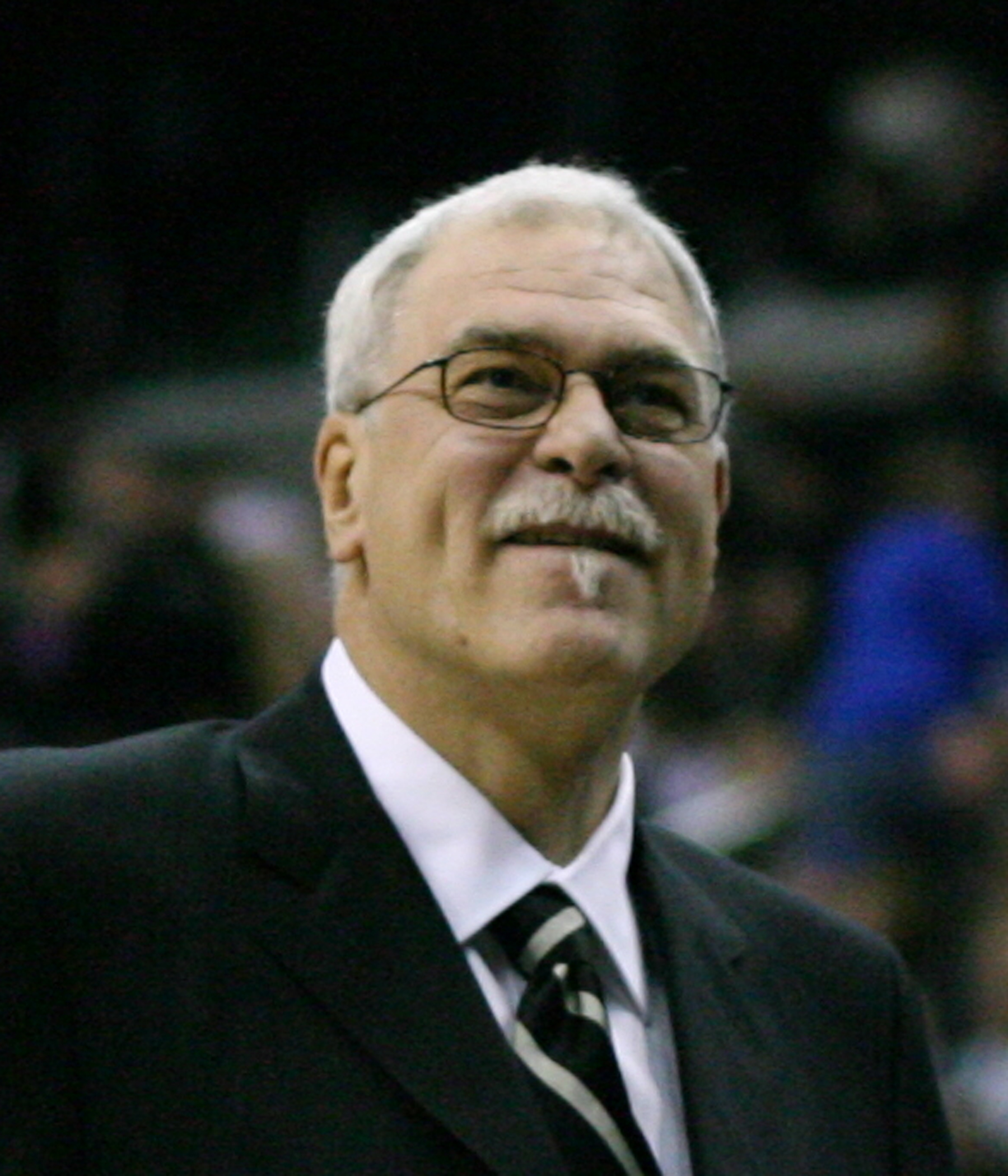
Phil Jackson 2009.

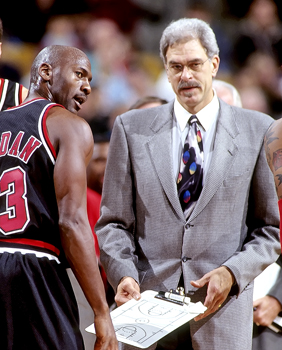
Michael Jordan och Phil Jackson 1997.

Philip Douglas "Phil" Jackson, född 17 september 1945 i Deer Lodge i Montana, är en amerikansk basketledare, före detta baskettränare och basketspelare. Han anses vara en av NBA:s bästa baskettränare genom tiderna och är den person som har vunnit flest titlar i NBA:s historia, elva som tränare och 13 totalt. Han var 2014-2017 sportchef i New York Knicks.

## Lag

### Som spelare
- New York Knicks (1967–1978)
- New Jersey Nets (1978–1980)

### Som tränare
- Albany Patroons (1983–1988)
- Chicago Bulls (1989–1998)
- Los Angeles Lakers (1999–2004, 2005–2011)

## Meriter

### Som spelare
- 2× NBA-mästare (1970, 1973)
- NBA All-Rookie First Team (1968)

### Som tränare
- 11× NBA-mästare (1991–1993, 1996–1998, 2000–2002, 2009, 2010)
- 4× NBA All-Star Game-huvudtränare (1992, 1996, 2000, 2009)
- NBA Coach of the Year (1996)